# Andania (Schiff, 1913)
Die RMS Andania (I) war ein 1913 in Dienst gestellter Transatlantik-Passagierdampfer der britischen Reederei Cunard Line, der im Passagier- und Frachtverkehr von Großbritannien nach Kanada und den USA eingesetzt wurde und den Status eines Royal Mail Ship innehatte. Das Schiff wurde am 17. Januar 1918 von einem deutschen U-Boot versenkt.

## Das Schiff

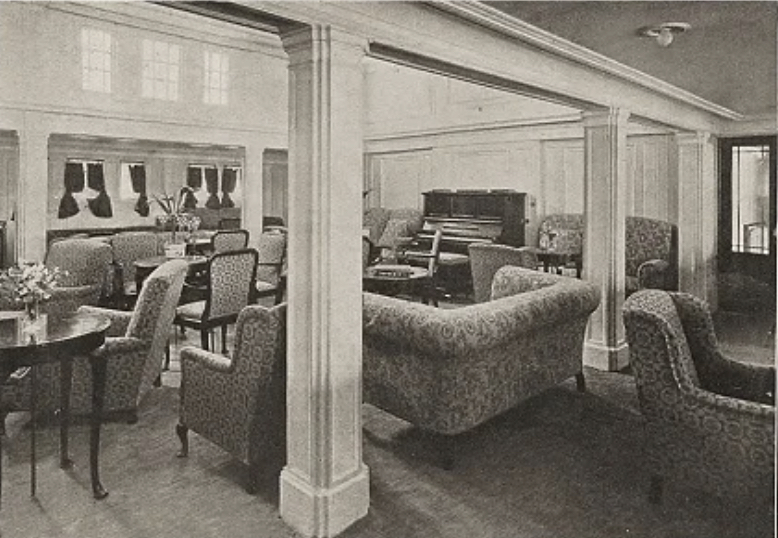
Die Lounge der Ersten Klasse (1913).

Das 13.405 BRT große, aus Stahl gebaute Dampfschiff Andania wurde von der Greenock Dockyard Company auf der Werft Scotts Shipbuilding and Engineering Company in der schottischen Stadt Greenock gebaut. Das 158,58 Meter lange und 19,50 Meter breite Schiff lief am 22. März 1913 vom Stapel und wurde am 13. Juli 1913 fertiggestellt. Die Andania wurde von zwei achtzylindrigen Vierfachexpansions-Dampfmaschinen angetrieben, deren nominelle Leistung auf 1324 hp geschätzt wurde. Sie ermöglichten eine maximale  Geschwindigkeit von 15 Knoten (27,8 km/h). Sie war mit zwei Schornsteinen, zwei Masten und zwei Propellern versehen. Ihre baugleichen Schwesterschiffe waren die Alaunia (13.405 BRT, 1913) und die Aurania (13.936 BRT, 1917). Alle drei Schiffe waren lediglich für die Beförderung von Passagieren der Zweiten und Dritten Klasse vorgesehen. Die Andania hatte Passagierkapazitäten für 520 Passagiere Zweiter und 1540 Passagiere Dritter Klasse. Anstatt der veralteten Schlafsäle gab es auf der Andania Kabinen für vier bis sechs Personen.
Am 14. Juli 1913 lief die Andania in Liverpool zu ihrer Jungfernfahrt über Southampton nach Québec und Montreal aus. Am 19. August 1913 fuhr sie erstmals von London über Southampton nach Québec und Montreal und im Januar 1914 lief sie zur ersten von drei Fahrten auf der Route Liverpool–Queenstown–Portland–Boston aus. Ab April 1914 bediente die Andania wieder die Route London–Southampton–Québec–Montreal.
Im August 1914 wurde sie als Folge des Ausbruchs des Ersten Weltkriegs zu einem Truppentransporter umgewandelt, der fortan kanadische Soldaten beförderte. Im Jahr 1915 wurde sie zudem an der Themse zur Unterbringung für deutsche Kriegsgefangene genutzt. Während der Schlacht von Gallipoli transportierte die Andania die irischen Infanterieregimenter Royal Inniskilling Fusiliers und Royal Dublin Fusiliers von Kap Helles nach Suvla. Ab dem 18. März 1916 wurde das Schiff wieder im Passagierverkehr zwischen London und New York eingesetzt und ab dem 31. Januar 1917 verband die Andania wieder Liverpool mit New York.

## Versenkung
Am 26. Januar 1918 lief die Andania mit 40 Passagieren und etwa 200 Besatzungsmitgliedern in Liverpool zu einer weiteren Überfahrt nach New York aus. Einen Tag darauf, am 27. Januar 1918, wurde sie zwei Seemeilen nordöstlich der Insel Rathlin im Nordkanal mittschiffs von einem Torpedo des deutschen U-Boots U 46 unter dem Kommando von Kapitänleutnant Leo Hillebrand getroffen.
Das Schiff bekam sofort schwere Schlagseite nach Steuerbord und begann zu sinken. Versuche, das sinkende Schiff in Schlepp zu nehmen, schlugen fehl. Sieben Besatzungsmitglieder kamen beim Untergang der Andania ums Leben. Das Wrack des Schiffs liegt auf der Position 55° 20′ N, 6° 12′ W in einer Tiefe von 175 bis 189 Metern.